# Un lien qui nous élève
Pour plus de détails, voir Fiche technique et Distribution.
Un lien qui nous élève est un film documentaire français réalisé par Oliver Dickinson, sorti en 2019.

## Synopsis
Des éleveurs se battent pour offrir une vie digne à leurs animaux...